# Paulinenwarte

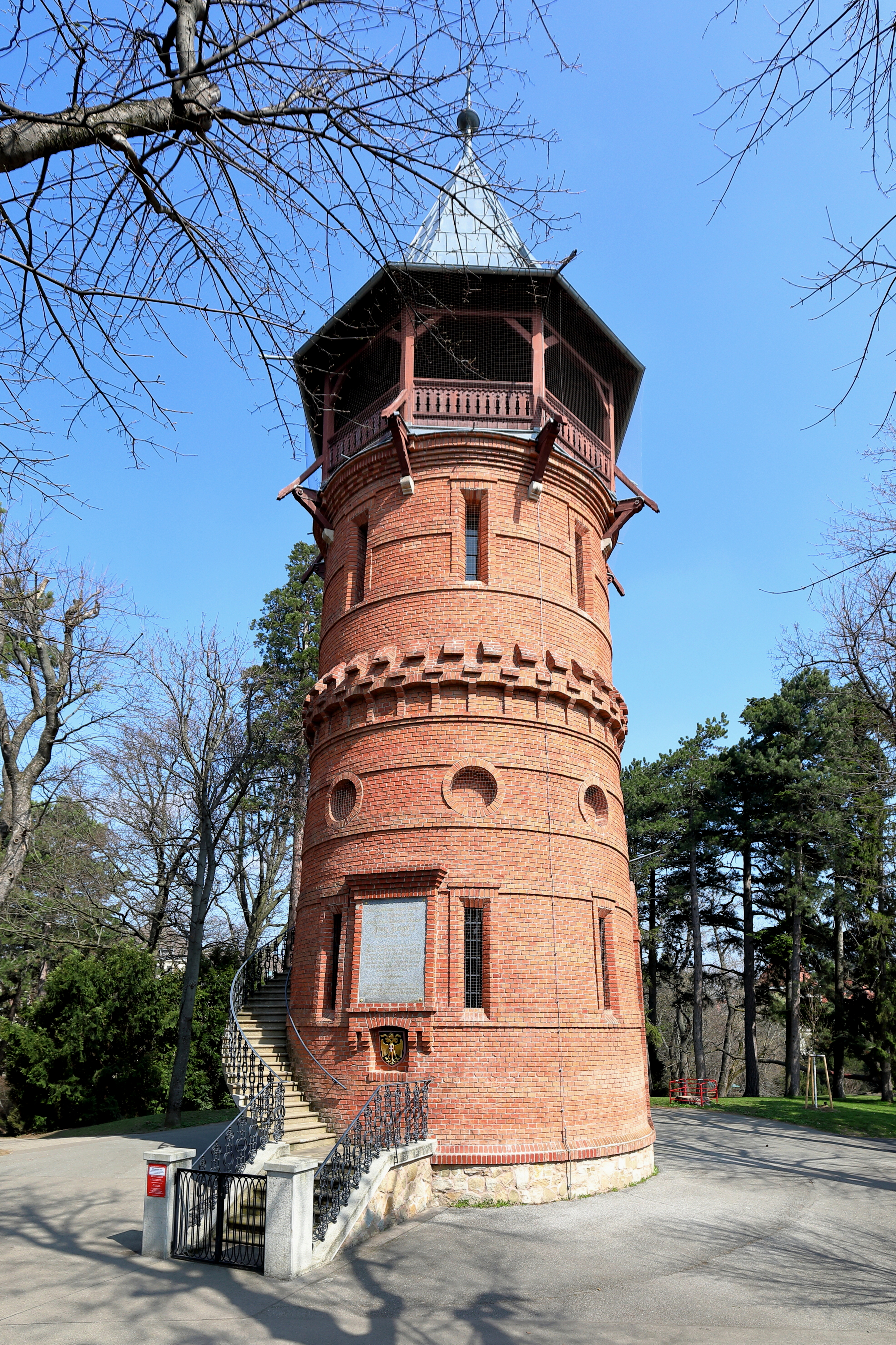
Die Paulinenwarte

Die Paulinenwarte ist eine Aussichtswarte im Türkenschanzpark im 18. Wiener Gemeindebezirk Währing.

## Geschichte
Am 30. September 1888 eröffnete Kaiser Franz Joseph I. den Türkenschanzpark in der Gemeinde Währing, die bis 1891 ein Vorort von Wien war. Die Zeremonie fand vor dem zentral im Park auf einem Hügel errichteten Aussichtsturm statt. Die Schaffung des Parks war auf eine Initiative des Architekten Heinrich von Ferstel zurückgegangen, der 1872/73 in unmittelbarer Nachbarschaft das Cottageviertel begründet hatte. Architekt und Baumeister der Warte war Anton Krones sen. (1848–1912).
Der Aussichtsturm ist ein Sichtziegelbau im Stil der Villen, die damals vom  Wiener Cottage-Verein errichtet wurden. Man hatte von der Aussichtsplattform des Turms einen weiten Blick auf Wien, der 100 Jahre später durch die angepflanzten Bäume stark eingeschränkt war.
Der Turm hatte ursprünglich eine Doppelfunktion: Er war nicht nur Aussichtspunkt mit prachtvoller Fernsicht, sondern auch Wasserspeicher. Im unteren Teil des Turms befindet sich bis heute ein Blechtank, der von einem in der Nähe gelegenen Brunnen gespeist wurde. Das Wasser wurde vom Turm über ein nicht mehr bekanntes Leitungssystem im Park verteilt.
Der Türkenschanzpark ist als englischer Landschaftspark gestaltet, mit Wiesen, Hecken, Teichen und Steingärten. Viele exotische Pflanzen waren ursprünglich gepflanzt; einen Großteil hatte Fürstin Pauline Metternich gespendet. Als Zeichen des Dankes erhielt die Aussichtswarte 1909 den Namen „Paulinenturm“.
Der Turm war für Besucher seit Mitte der 1970er-Jahre gesperrt und die Holzbalustrade begann zu verfallen. Im Herbst 2009 begann die Stadtverwaltung mit der Sanierung. Ab Mai 2010 hätte die Paulinenwarte wieder begehbar sein sollen, die Renovierung dauerte jedoch noch bis in den Sommer. Seit 7. August 2010 ist die Warte für das Publikum wieder zugänglich. Aktuell (2018) ist sie fallweise an Wochenenden in den Sommermonaten geöffnet. Für den Aufstieg werden 60 Cent verlangt; die Betreuung übernahmen die Naturfreunde Währing und das Wiener Stadtgartenamt (Magistratsabteilung 42). Die Sanierung hat 673.000 Euro gekostet, die von der Stadtverwaltung und aus dem Bezirksbudget aufgebracht wurden.

## Gedenktafel
Am Turm befindet sich eine Tafel, deren Text folgendermaßen lautet:

„Bei Eröffnung dieses Parkes
am 30. September 1888
sprach Seine Majestät Kaiser
Franz Joseph I.
die denkwürdigen Worte:
"Ich wünsche herzlichst, daß mit dem
Blühen und Gedeihen dieses jungen
Gartens auch der erfreuliche Aufschwung
der Vororte welche, sobald dies möglich
sein wird, auch keine physische Grenze
von der alten Mutterstadt scheiden soll,
stets zunehmen werde."
Diese kaiserliche Verheißung erfüllte sich am
19. December 1890 durch die Sanctionierung des
Gesetzes über die Vereinigung der Vororte mit Wien“

(Die Vereinigung trat am 1. Jänner 1892 in Kraft.)